# Néa Politía (Attique)
Ne doit pas être confondu avec Néa Palátia.
Néa Politía (grec moderne : Νέα Πολιτεία) est une localité située dans le dème d'Oropós, dans le district régional d'Attique-de-l'Est, dans la périphérie d'Attique, en Grèce.
Selon le recensement de 2021, elle compte 683 habitants.